# Adolph Gregory Schmitt
Adolph Gregory Schmitt (Rimpar, 20 aprile 1905 – Lupane, 5 dicembre 1976) è stato un vescovo cattolico e missionario tedesco.

## Biografia
Monsignor Adolph Gregory Schmitt nacque a Rimpar il 20 aprile 1905.

### Formazione e ministero sacerdotale
Nel 1926 si diplomò al liceo di Lohr am Main. Poco dopo entrò nella congregazione dei Missionari di Mariannhill. Il 1º maggio 1927 emise la professione religiosa. Studiò nel seminario del suo ordine a Würzburg.
Il 19 marzo 1931 fu ordinato presbitero. Poco dopo, si trasferì a Bulawayo, in Rhodesia (oggi Zimbabwe), dove fu responsabile della cura pastorale della comunità bianca. Dal 1936 al 1938 operò in Germania: prima nel seminario di Würzburg e poi nel seminario studentesco di Lohr am Main. Nel 1938 venne nominato provinciale degli Stati Uniti d'America.

### Ministero episcopale
Il 23 dicembre 1950 papa Pio XII lo nominò vicario apostolico di Bulawayo e vescovo titolare di Nasai. Ricevette l'ordinazione episcopale il 2 aprile successivo a Detroit dal cardinale Edward Aloysius Mooney, arcivescovo metropolita di Detroit, co-consacranti il vescovo di Lansing Joseph Henry Albers e quello di Saginaw Stephen Stanislaus Woznicki.
Il 1º gennaio 1955 papa Pio XII elevò il vicariato apostolico a diocesi e lo nominò suo primo vescovo.
Partecipò al Concilio Vaticano II.
Il 9 maggio 1974 papa Paolo VI accettò la sua rinuncia al governo pastorale della diocesi. Nonostante la situazione pericolosa causata dalla guerra civile non lasciò la Rhodesia. Disse: "Ho avuto l'impressione che abbia ancora bisogno di me. Sono anche rimasto per mostrare ai miei fratelli che non me ne andrò perché c'è un nuovo vescovo in arrivo [...] e non voglio dare l'impressione di lasciare il paese ora che le difficoltà stanno aumentando. Rimarrò in Rhodesia, finché posso rimanere, perché è praticamente diventata la mia seconda casa".
Il 5 dicembre 1976, lui e un gruppo di missionari e suore missionarie della stazione di missione Regina Mundi si recarono all'ospedale "San Luca" di Busch per fare una visita a un malato. A pochi chilometri dall'ospedale, nei pressi di Lupane, un albero di traverso bloccava la strada. Il veicolo si fermò e gli occupanti iniziarono a rimuovere l'ostacolo. Tuttavia, il posto di blocco si rivelò una trappola: un guerrigliero nero saltò fuori dal sottobosco e minacciò il gruppo. Chiese soldi sotto la minaccia delle armi. Quindi aprì il fuoco dal fucile automatico d'assalto e gridò: "Tutti i missionari sono nemici del popolo". Il vescovo Schmitt morì nella pioggia di proiettili. Rimasero uccisi anche padre Possenti Weggartner, suo confratello, e Francis van den Berg, delle suore missionarie del Preziosissimo Sangue.
La Chiesa cattolica ha incluso il vescovo Adolph (Gregory) Schmitt tra i testimoni della fede nel martirologio tedesco del XX secolo.

## Genealogia episcopale
La genealogia episcopale è:
- Cardinale Scipione Rebiba
- Cardinale Giulio Antonio Santori
- Cardinale Girolamo Bernerio, O.P.
- Arcivescovo Galeazzo Sanvitale
- Cardinale Ludovico Ludovisi
- Cardinale Luigi Caetani
- Cardinale Ulderico Carpegna
- Cardinale Paluzzo Paluzzi Altieri degli Albertoni
- Papa Benedetto XIII
- Papa Benedetto XIV
- Papa Clemente XIII
- Cardinale Marcantonio Colonna
- Cardinale Giacinto Sigismondo Gerdil, B.
- Cardinale Giulio Maria della Somaglia
- Cardinale Carlo Odescalchi, S.I.
- Cardinale Costantino Patrizi Naro
- Cardinale Lucido Maria Parocchi
- Papa Pio X
- Papa Benedetto XV
- Cardinale Willem Marinus van Rossum, C.SS.R.
- Cardinale Edward Aloysius Mooney
- Vescovo Adolph Gregory Schmitt, C.M.M.